# 클리바나리우스
클리바나리우스(Clibanarius)는 디오게네스과에 딸린 소라게의 한 속이다.